# Onsjö, Luggude och Rönnebergs domsaga
Onsjö, Luggude och Rönnebergs domsaga var mellan 1691 och 1851 en domsaga i Malmöhus län som ingick i domkretsen för Hovrätten över Skåne och Blekinge (Göta hovrätt före 1821).
Ur domsagan som omfattade Luggude, Onsjö och Rönnebergs härader bröts Luggude härad 1851 ut till Luggude domsaga, den kvarvarande delen Onsjö och Rönnebergs domsaga uppgick 1852 i Onsjö, Harjagers och Rönnebergs häraders domsaga.

## Tingslag
- Luggude tingslag
- Onsjö härads tingslag
- Rönnebergs härads tingslag

## Häradshövdingar
- 1689–1700 Magnus Paulin
- 1700–1712 Peter Tollsten
- 1712–1717 Erik Chytræus
- 1719–1737 Henrik Hammarberg
- 1738–1754 Ture Ollonberg
- 1754–1762 Fredrik Bennet
- 1762–1783 Nils Gustaf Zimmerberg
- 1784–1798 Esaias Immanuel Mannerhierta
- 1798–1821 Johan Jakob Bergman
- 1821–1825 Johan Jakob Pamp
- 1826–1850 Samuel Tiburtius Cassel